# Congratulations (álbum)
Congratulations (en castellano: Enhorabuena o Felicitaciones) es el segundo álbum de MGMT lanzado el 13 de abril de 2010. Fue producido por Peter Kember y MGMT. El primer sencillo, usado como "catador" es "Flash Delirium" lanzado el 23 de marzo de 2010. El álbum recibió muchas críticas positivas, resaltando la experimentación y el alejamiento del estilo del álbum anterior Oracular Spectacular.

## Historia

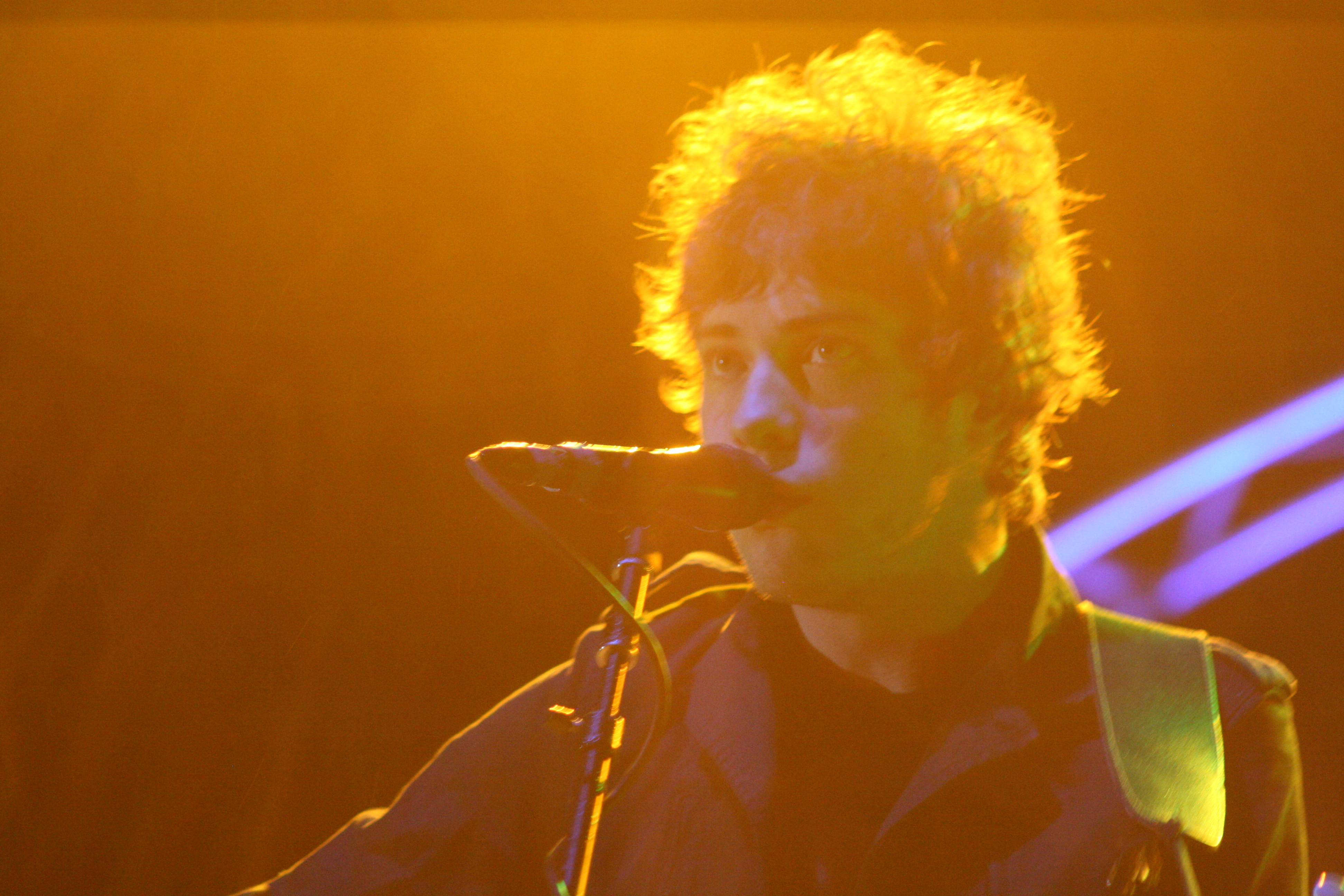
Andrew VanWyngarden en plena interpretación en el anfiteatro de Red Rocks, el 11 de junio de 2010.

MGMT comenzó a escribir para el álbum a principios de 2009 en una "pequeña cabaña en el bosque. Finalmente, se dirigió a Malibú para grabar con Pete Kember, exmiembro de Spacemen 3, y las contribuciones vocales de la cantante rock Jennifer Herrema de la banda Royal Trux. VanWyngarden ha declarado que el álbum está influenciado por el aumento masivo de la banda en popularidad desde el lanzamiento Oracular Spectacular. "Nos está tratando de lidiar con la locura que ha estado sucediendo desde nuestro último álbum despegó. A veces, simplemente no se siente natural."
Paul McCartney ha informado de que tienen un interés en trabajar con MGMT, "en algunas cosas más bailable con [ellos]."
El 12 de enero de 2010, Andrew VanWyngarden declaró que el álbum finalizó en una entrevista en la página web de la revista Spin, diciendo: "Es mezclado y masterizado, y ahora estamos trabajando en presentar al mundo".
El 18 de enero, MGMT declaró que preferiría no ofrecer ningún sencillo. En una entrevista con NME, el dúo explicó que el nuevo álbum está destinado a ser un cuerpo completo de las canciones en lugar de un disco con los sencillos más llamativos. Goldwasser, explicó: "Preferimos que la gente escuche todo el disco como un álbum y ver que pistas saltan a la radio como especiales - si algo se reproducen en la radio!" Y añadió: "Definitivamente no es un 'Time to Pretend" o un 'Kids' en el álbum. Hemos estado hablando acerca de las maneras para asegurarse de que la gente escuche el álbum como un álbum en orden y no sólo se dediquen en averiguar cuál es la mejor pista, descargando algunos y no escuchando los demás."

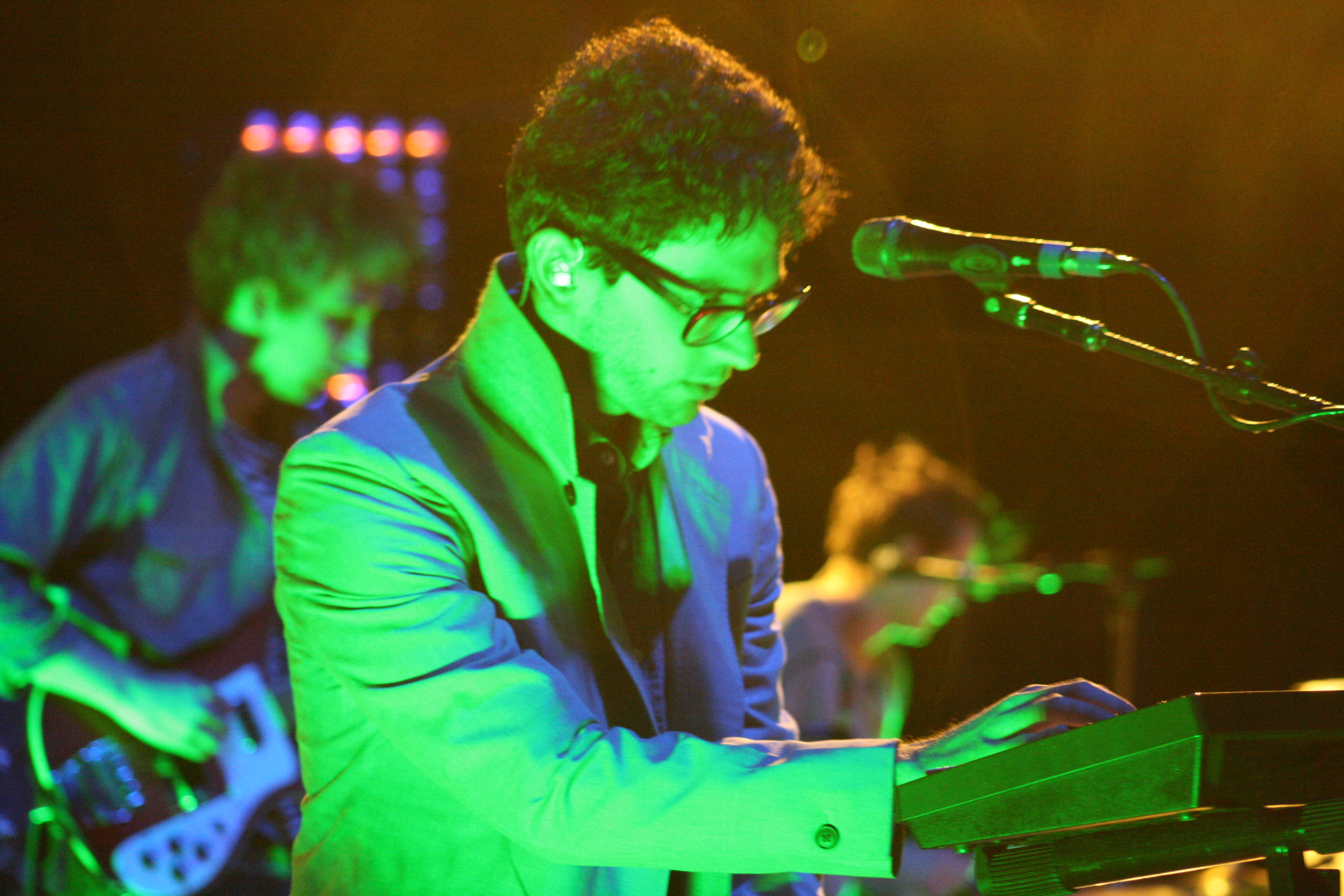
Ben Goldwasser en el anfiteatro de Red Rocks, el 11 de junio de 2010.

El 5 de febrero de 2010, un reloj en cuenta regresiva apareció en el sitio web de la banda a lo largo de una imagen de una playa. El reloj de cuenta regresiva indicaba hasta la medianoche (hora del este) en la mañana del 13 de abril de 2010, dando a entender que el nuevo álbum sería puesto en lanzamiento ese mismo día.
El 9 de marzo de 2010, la banda lanzó la canción "Flash Delirium" como una descarga gratuita.
El 20 de marzo de 2010, la banda hizo el álbum disponible para streaming en su página web oficial. También declaró que "quería ofrecerlo como una descarga gratuita, pero que no tenía sentido para nadie más que [ellos]."
El álbum llegó directamente al número 4 en las listas británicas, y al número 2 en los EE. UU. Billboard 200.
El álbum fue lanzado a iTunes, con una pista adicional para aquellos que pre-ordenó la libertad digital. El bonus track "Inbetween The Liners" se compone de un instrumental descartado de las sesiones de grabación de Congratulations, con el productor Pete Kember (Sonic Boom) leyendo las notas lineales escritos por él para el álbum, en voz alta.

### Portada
La portada del álbum fue realizado por Anthony Ausgang, conocido por su estilo kitsch de arte Lowbrow. La portada muestra a una gran ola surrealista formando la cabeza gigante de un lobo, intentando tragar a un surfista animal, que sacude la cabeza, preocupado. Un CD de edición limitada se emitió con una cubierta de arañazos y una moneda. Cuando la imagen de la cubierta delantera se raspa con la moneda revela un collage de fotos del grupo.

## Recepción
El álbum recibió críticas positivas sobre su lanzamiento y actualmente mantiene una puntuación de 65/100 en Any Decent Music y una puntuación de 70/100 en Metacritic, sobre la base de 37 y de 31 comentarios, respectivamente. NME tuvo una primera escucha del álbum y lo describió como una mezcla de "nuggets frenético y de breve psicología", "ecos envolventes de pequeñas tendencias clásicas" y algunas "canciones clásicas de MGMT". Como se indicó anteriormente por sus creadores, el álbum no contiene canciones que se dirigen hacia los sencillos pop de estilo "Kids", y agregó que "profundiza en los sonidos en expansión, los efectos psicodélicos que caracterizó la segunda mitad del Oracular Spectacular. Menciona que "Flash Delirium" está siendo considerado como un catador para el álbum, mientras que la banda dijo que no tendrá ningún sencillo para que sea un solo cuerpo de trabajo.
MGMT han descrito el álbum como "una colección de nueve viajes individuales de force musical secuenciados para fluir con la coherencia sonora y temática." El escritor Shelby Powell señaló que la banda trata de homenajear a los músicos roqueros de Gran Bretaña Dan Treacy de Television Personalities y Brian Eno, completando con acentos sucedáneos en las pocas canciones de MGMT. The Boston Globe elogia a Congratulations diciendo: "tal vez lo más revelador es la canción que da título, que cierra el álbum con una nota introspectiva. Una coda relativamente sencilla, la canción termina en un merecido gesto: el sonido de aplausos."

## Listado de canciones
Todas las canciones escritas y compuestas por Andrew VanWyngarden and Ben Goldwasser except "Inbetween the Liners" by Andrew VanWyngarden, Ben Goldwasser and Peter Kember. 
| Congratulations. |                         |          |  |
| N.º              | Título                  | Duración |  |
| 1.               | «It's Working»          | 4:06     |  |
| 2.               | «Song for Dan Treacy»   | 4:09     |  |
| 3.               | «Someone's Missing»     | 2:29     |  |
| 4.               | «Flash Delirium»        | 4:15     |  |
| 5.               | «I Found a Whistle»     | 3:40     |  |
| 6.               | «Siberian Breaks»       | 12:09    |  |
| 7.               | «Brian Eno»             | 4:31     |  |
| 8.               | «Lady Dada's Nightmare» | 4:31     |  |
| 9.               | «Congratulations»       | 3:55     |  |
| 43:53            |                         |          |  |

El listado de canciones fue confirmado por MGMT en una entrevista a la revista Spin.

## Posición en listas
| Gráfico (2010)       | Máxima posición |
| -------------------- | --------------- |
| Australia            | 9               |
| Canadá               | 4               |
| Dinamarca            | 19              |
| Escocia              | 6               |
| Francia              | 7               |
| Irlanda              | 5               |
| Reino Unido          | 4               |
| EE.UU. Billboard 200 | 2               |

## Personal

### Producción
- Andrew VanWyngarden - producción
- Ben Goldwasser - producción
- Peter "Sonic Boom" Kember - producción, armónica y percusión
- Thunder Davis - producción
- Billy Bennett - ingeniería
- Matt Boynton - ingeniería adicional
- Daniel Johnson - asistente de ingeniería
- Dave Fridmann - mezcla, ingeniería adicional
- Greg Calbi - mastering
- John Cheuse - dirección de arte, diseño, fotografía
- Anthony Ausgang - diseño de portada

### Música
- Andrew VanWyngarden - voz, guitarras, batería, bajo, sintetizadores, guitarra casio, piano, flauta falsas, armónica, sitar eléctrico, percusión
- Ben Goldwasser - sintetizadores y muestras, órgano, piano, Omnichord, numerología, voces adicionales, percusión
- James Richardson - guitarras, sintetizadores, casio guitarra, la batería de sintetizador, glockenspiel, saxofón, la Flauta, voces adicionales, percusión
- Matt Asti - guitarras, bajo, piano, voces adicionales, campos de grabación y percusión
- Will Berman - batería, guitarras, bajo, voces adicionales, percusión y sintetizadores
- Peter "Sonic Boom" Kember - sintetizador modular, "primer uso documentado de la EMT 250 glitch", Gakken SX-150
- Britta Phillips - voz adicional (en "It's Working")
- Jennifer Herrema - voz adicional (en "Song for Dan Treacy" y "Flash Delirium")
- Gillian Rivers - cuerdas
- Dave Kadden - oboe y artículos diversos (en "Siberian Breaks")